# Drumconrath
Drumconrath ou Drumcondra (Drumconra, en irlandais, Droim Conrach, crête de Conrach) est un petit village au nord du Comté de Meath, en Irlande.  
La paroisse borde le comté de Louth, elle est très proche de la frontière avec les comtés de Monaghan et Cavan. Au recensement de 2016, le village comptait 345 habitants.
Le village fait partie de la paroisse du même nom qui compte 2 967 habitants en 2016 et couvre 3 062 ha.

## Histoire
La preuve d'une présence humaine remonte au moins à 200 av. J.-C., dans les forts de Corstown et Drumsilagh.
La bataille de Ballyhoe (1539) entre les O'Neills et les Anglais a eu lieu à proximité. Le folklore local dit qu'un trésor a été jeté dans le lac pendant la bataille et qu'un vrai Gael irlandais sur un cheval blanc viendra, il plongera dans le lac et le prendra. [réf. nécessaire]
À la fin du Moyen Âge, Drumconrath était littéralement « Au-delà du Pale », étant le premier village gaélique rencontré en quittant le Pale d'Ardee. C'était un endroit hostile pour les Anglais, plusieurs batailles ont eu lieu dans le village. [réf. nécessaire]
Les restes d'un monastère sur Church Hill, détruit à cause du Dissolution of the Monastery Act d' Henry VIIIs , donnent sur le lac Lough Braken. Des vues des montagnes de Mourne dans une direction et des montagnes de Dublin dans l'autre offrent un panorama exceptionnel. [réf. nécessaire]
Lors de la rébellion de 1798, cinq paroissiens ont été tués par la milice de Louth pour avoir refusé l'entrée dans l'église du village. La région avait un fort soutien des Ribbonmen et six hommes de la région ont été pendus dans l'incendie tristement célèbre des Wildgoose Lodge Murders à proximité.
Un certain nombre d'insurgés locaux ont combattu dans la guerre anglo-irlandaise et la guerre civile irlandaise, la brigade Kingscourt étant à proximité. [réf. nécessaire]. Cette brigade a tiré le dernier coup de fusil de la guerre anglo-irlandaise à 11 h 20, le 11 juin 1921, vingt minutes après la trêve.
En octobre 2016, le film "The Wilde Goose Lodge" a été filmé dans les environs, des acteurs et habitants locaux ont participé au tournage.

## Services locaux
Situé dans un site de drumlin, campagne boisée et entourée de petits lacs, la zone autour de Drumconrath est un centre de pêche établi de longue date avec de nombreux sentiers pour la marche. [réf. nécessaire].
Lough Bracken, les petits lacs de Corstown et Balrath et la rivière Dee sont situés dans cette zone.

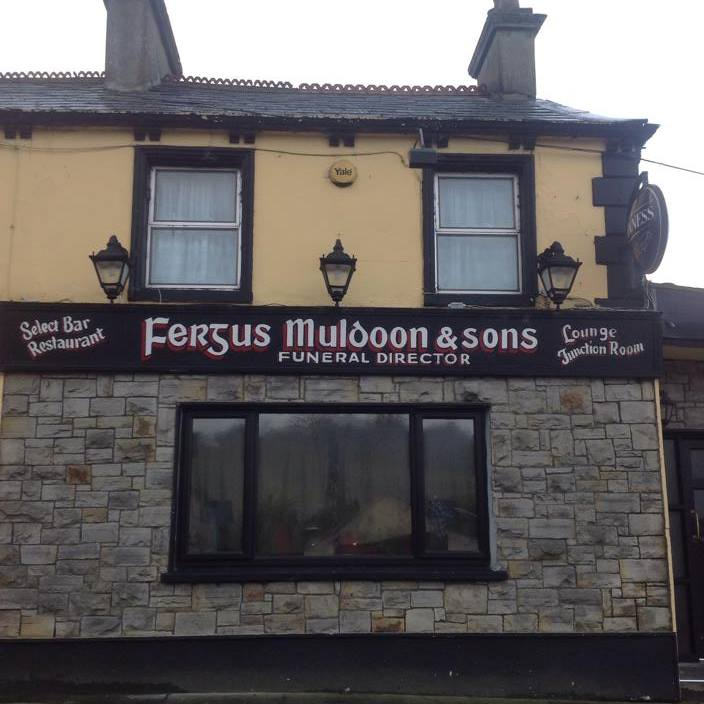
La façade du Muldoon's Bar.

Le village possède un cabinet de médecin généraliste, un bureau de poste, un salon de coiffure, une pharmacie, des boucheries, une école primaire, une épicerie et un gîte dans un ancien magasin. [réf. nécessaire].
Il y a trois pubs dans le village , The Old Thatch, Fay's Bar et Muldoon's. [réf. nécessaire] Un centre communautaire est utilisé pour diverses activités. Un parcours de pitch & putt se trouve à l'arrière du village. L'école nationale St. Peter & Paul' est située sur la route de Kingscourt à la sortie du village.
Deux églises ont été édifiées : l'église Saint-Pierre d'Irlande (maintenant fermée) et l'église catholique Saint-Pierre-et-Paul. Des tombes persistent autour de l'église Saint-Pierre, elles sont pour la plupart abandonnées et envahies par la végétation ; le village a deux autres cimetières sur la route d'Ardee, un catholique et un protestant. [réf. nécessaire]
L'équipe GAA locale, Drumconrath GAA, joue sur le terrain, route de Navan à Birdhill. Le club recrute également des joueurs de la paroisse de Meath-Hill pour former l'équipe "Drumconrath-Meath-Hill". [réf. nécessaire]